# Lullaby of Broadway
Lullaby of Broadway ist ein Lied von Harry Warren aus dem Jahr 1935. Der Text stammt von Al Dubin. Erstmals erklang das Lied in dem Musicalfilm Die Goldgräber von 1935 (Gold Diggers of 1935), wo es von Wini Shaw gesungen wurde. Bei der Oscarverleihung 1936 gewannen Harry Warren und Al Dubin für ihr Lied den Oscar in der Kategorie „Bester Song“.

## Werdegang des Liedes
Nachdem Lullaby of Broadway 1935 erstmals in Gold Diggers erklungen war, wurde es noch im selben Jahr für den Bette-Davis-Film Special Agent als Hintergrundmusik eingesetzt. Der Song handelt vom Nachtleben am Broadway und seinen Bewohnern, die bis zum Morgengrauen keinen Schlaf finden können.
Eine populäre Version von Lullaby of Broadway war 1936 die Version mit den Brüdern Jimmy und Tommy Dorsey. Noch im selben Jahr wurde der Song auch als Hintergrundmusik der Merrie Melodies in einem ihrer Cartoons verwendet, auch Jimmy Noone, Benny Goodman, The Boswell Sisters, Die Goldene Sieben und Peter Kreuder nahmen den Song 1935 auf. Die Andrews Sisters nahmen eine Version von Lullaby of Broadway auf, ebenso wie Ella Fitzgerald, die den Song auf ihrem Album Ella Fitzgerald Sing Sweet Songs for Swingers veröffentlichte. Begleitet wurde sie von dem Bandleader Frank De Vol.
1951 erschien bei Warner Brothers ein Doris-Day-Film, der den Titel Das Wiegenlied vom Broadway trägt. Im selben Jahr erreichte der Song einen Platz unter den Top 50 der Cashbox.
Von 1959 bis 1960 diente Lullaby of Broadway als Titelsong der US-amerikanischen Fernsehserie Johnny Midnight, in der Edmond O’Brien die Titelrolle innehatte.
Anfang der 1960er-Jahre nahm auch Connie Francis das Lied auf ihrem Album Where the Boys Are auf, ebenso wie Caterina Valente dies im Jahr 1963 auf ihrem Album Caterina Valente in London tat. 1973 zog das Pasadena Roof Orchestra nach und 1979 veröffentlichte Bram Tchaikovsky eine Single mit dem Titel. Ebenso wie der Jazzsänger und Entertainer Tony Bennett veröffentlichte auch die Countryband Dixie Chicks den Song 2006 auf ihrem Album Duets: An American Classic. Bette Midler veröffentlichte den Song 1973 auf ihrem Album Bette Midler.
Das Milford Plaza Hotel verwendete den Song für einen Werbespot. Auch die Muppets machten sich den Song in einer Episode der Muppet-Show zu eigen.
Lisa Stansfield verwies in ihrem Musik-Video von 1990 für ihr Cole Porter-Lied Down in the Depths am Anfang und am Ende des Videos auf Lullaby of Broadway.
2003 veröffentlichte die Jazzsängerin und Songautorin Dianne Reeves den Song auf ihrem Album A Little Moonlight. Die Musicaldarstellerin Idina Menzel nahm 2005 eine Hip-Hop-Version des Liedes auf, die in dem Dokumentarfilm Showbusiness: The Road to Broadway zum Ende hin erklingt. Tom Lord listet 120 Coverversionen des Titels im Bereich des Jazz.